# Luis Gordillo
Luis Gordillo, né Luis Rodríguez Gordillo à Séville en 1934 est un peintre espagnol.
Il est l'une des principales figures de l'art abstrait en Espagne. De grand prestige international, ses œuvres sont exposées dans les principaux musées d'art contemporain d'Amérique du Nord et d'Europe.

## Biographie
Luis Rodríguez Gordillo naît à Séville dans une famille de classe moyenne aisée dont le père est médecin.
Il étudie le droit, mais ne reconnaît pas là sa vocation et une fois finies ses études, il entreprend un nouveau cursus de beaux arts, toujours à Séville.
Vers la fin des années 1950, il part s'installer à Paris, où il entre en contact avec l'avant-garde local.

## Œuvre

### Analyse
Luis Gordillo est parmi les créateurs les plus singuliers de la scène artistique espagnole de la deuxième moitié du XXe siècle. Son travail abord différentes lignes d'investigation. Il a participé à l'Art informel, en suivant les pas d'Antoni Tàpies, Wols, Jean Dubuffet et de Jean Fautrier. Il est considéré comme l'un des artistes espagnols qui ont le mieux interprété le Pop art dans les années 1960.
Une partie de son travail a exploré l'importance des séries et de la répétition comme outils de composition. Gordillo considère qu'une image est soumise à un processus de reproduction continu et n'atteint jamais un état définitif. Par ailleurs, après la découverte et la pratique de la psychanalyse, Gordillo a introduit dans son travail l'intérêt pour les significations et pour le lien entre le monde de la pensée, celui de l'expérience et celui de l'expression esthétique.
L'un des apports les plus singuliers de Gordillo à l'art contemporain a été la définition de stratégies chromatiques inspirées de phénoménologies urbaines contemporaines. En ce sens, son travail se rapproche de la tradition de la photographie documentaire et des cultures populaires liées au graphisme.
Son œuvre a particulièrement inspiré des peintres tels que Guillermo Pérez Villalta (es), Carlos Franco (es) et Carlos Alcolea (es).

### Œuvres et expositions notables
Dans sa longue carrière et parmi ses nombreuses expositions, il faut mentionner Luis Gordillo 1965/2006, organisée au Musée d'art de Zapotán, au Mexique par le Centro Andaluz de Arte Contemporáneo de Séville, ainsi que la rétrospective de son œuvre picturale et photographique que lui a consacré le musée national centre d'art Reina Sofía de Madrid en 2007, où Gordillo lui-même a dirigé l'organisation conceptuelle de l'exposition.
En 2010, il est chargé de réaliser l'affiche de la saison taurine à la Real Maestranza de Caballería de Séville.
Quelques-unes de ses œuvres
- Gran bombo duplex (1967)[5]
- Choque (1968)[5]
- Caballero cubista con lágrimas (1973)[5]
- Suicida triple (1974)[5]
- Sistema lábil (1975-76)[5]
- Serie Luna (1977)[5]
- Salta-ojos (conejitos) (1980)[5]
- Despectivo en campo verde (1981)[5]
- Segunda serie roja (1982)[5]

## Prix et reconnaissance
- 1981 : Prix national d'arts plastiques
- 1996 : Médaille d'or du mérite des beaux-arts par le Ministère de l'Éducation, de la Culture et des Sports[7]
- 2004 : Médaille d'Or du Círculo de Bellas Artes[1]
- 2007 : Premio Velázquez de Artes Plásticas
- Le 12 juin 2008, il est investi Docteur Honoris Causa par l'Université de Castilla-La Mancha, à la Faculté des beaux arts de Cuenca
- 2012 : nommé Hijo Predilecto de Andalucía[8]